# Lentechi
Lentechi (georgiska: ლენტეხი) är en daba (stadsliknande ort) i Georgien. Det ligger i regionen Ratja-Letjchumi och Nedre Svanetien, i den nordvästra delen av landet, 210 km nordväst om huvudstaden Tbilisi. Lentechi är administrativt centrum för distriktet Lentechi.